# 3030 Deathwar
3030 Deathwar — приключенческая игра в открытом мире британских разработчиков Мэтта Гриффитса и Мика Ньюсама, в основном известная версией Redux, выпущенной в 2017 году.

## Сюжет
Игра начинается в 3029 году, когда человечество и некоторые дружественные инопланетные виды едва выжили под натиском таинственных наномашин, известных только как «чистильщики». Эти машины сделали планеты совершенно непригодными для жизни и поэтому заставили выживших жить на кораблях и станциях, разбросанных по всему космосу.
Игрок берет на себя роль Джона Фалькона, жуликоватого космического авантюриста, который просто хочет свести концы с концами. По ходу игры игрок присоединяется к «Даос», организации, стремящейся уничтожить чистильщиков и раскрыть заговор, стоящий за ними.

## Игровой процесс
Подобно играм типа «Escape Velocity» и «Elite»/«Wing Commander: Privateer», игра включает в себя 2D-исследование открытого мира звездных систем, торговлю и бой с видом сверху вниз. Игрок может свободно выбирать, когда и где путешествовать. Некоторые виды деятельности, в которых игрок может принять участие — это торговля, охота на пиратов, поиск заброшенных зданий и червоточин, а также выполнение различных миссий, начиная от доставки грузов и заканчивая фотографией планет.
По ходу игры, как только игрок заработает достаточно денег, он сможет покупать новые корабли различных типов, таких как: «trader», «interceptor» и «allrounder». Затем он может оснастить его оружием, таким как пушки и ракеты, а также купить разнообразные дополнения, такие как: различные типы сканеров, тяговые лучи, щиты, двигатели, топливные ковши и форсаж.
Игрок может садиться на станции и ходить по ним в визуальном стиле, похожем на приключенческие игры 90-х годов, такие как Indiana Jones and the Fate of Atlantis. Некоторые из возможных действий — это разговор с персонажами на станции, торговля, модернизация и выполнение миссий. Помимо случайно сгенерированных побочных миссий существует также основной сюжет, разделенный на 10 частей, которые игрок может пройти.
Игроки должны садиться на космические станции и разговаривать с персонажами, чтобы завершить миссии и продвинуть основной сюжет, где перспектива переключается на боковой вид. Игра имеет комедийный окрас и графический стиль, напоминающий разработанные в начале 1990-х годов приключенческие игры LucasArts.

## Производство
Игра была первоначально разработана и выпущена Мэттом Гриффитсом и Миком Ньюсамом в составе «Bird in Sky» в 2007 году.
В 2014 году разработчик игры Макс Доум присоединился к Мэтту Гриффитсу в создании обновленного релиза для игры. Они объединились после того, как Макс создал несколько модов для игры и связался с Мэттом о создании обновленной версии. Новая версия была выпущена 15 октября 2014 года, а издателем этого переиздания выступили Crunchy Leaf Games.

## Версия Redux
В сентябре 2017 года «Crunchy Leaf Games» и «Bird in Sky» выпустили Redux-версию «3030 Deathwar» в Steam. Эта версия добавляет расширенние сюжетной линии, персонажей, побочные квесты, космические гонки, графические улучшения, изменения баланса и геймплея и множество незначительных улучшений.